# Soerenseweg
De Soerenseweg is een straat in Apeldoorn. De straat loopt vanaf de Grote Kerk tot aan Hoog Soeren. De straat is ongeveer 5,2 km lang en bestaat geheel uit asfalt.
Aan de straat ligt onder andere de Apeldoornse schouwburg, Orpheus. Ook is er een begraafplaats gevestigd, de Begraafplaats Soerenseweg. Aan de weg ligt ook een basisschool, de Berg en Bosschool. Een blikvanger aan de Soerenseweg is de parkflat Arendsburght, een seniorenflat uit 1961, het eerste hoogbouwcomplex van Apeldoorn.
Enkele grote straten die de Soerenseweg kruisen zijn:
- De Loolaan op de kruising bij de Grote Kerk. Dit is het beginpunt van de Soerenseweg, deze loopt na het kruispunt over in de Canadalaan.
- De Jachtlaan. Deze straat is onderdeel van de Apeldoornse ringweg.
- De J.C. Wilslaan, een straat die eindigt in de Amersfoortseweg. Het is tevens de straat waar Apenheul en Natuurpark Berg & Bos aan liggen.

In het dorp Hoog Soeren gaat de Soerenseweg over in de straat die ook "Hoog Soeren" heet, dit is de hoofdweg van het dorp.
In het Kruisjesdal bij Hoog Soeren staat bij de Soerenseweg een gedenkteken voor verzetsmensen die hier in april 1945 door Duitse bezetters werden doodgeschoten.

## Fotogalerij

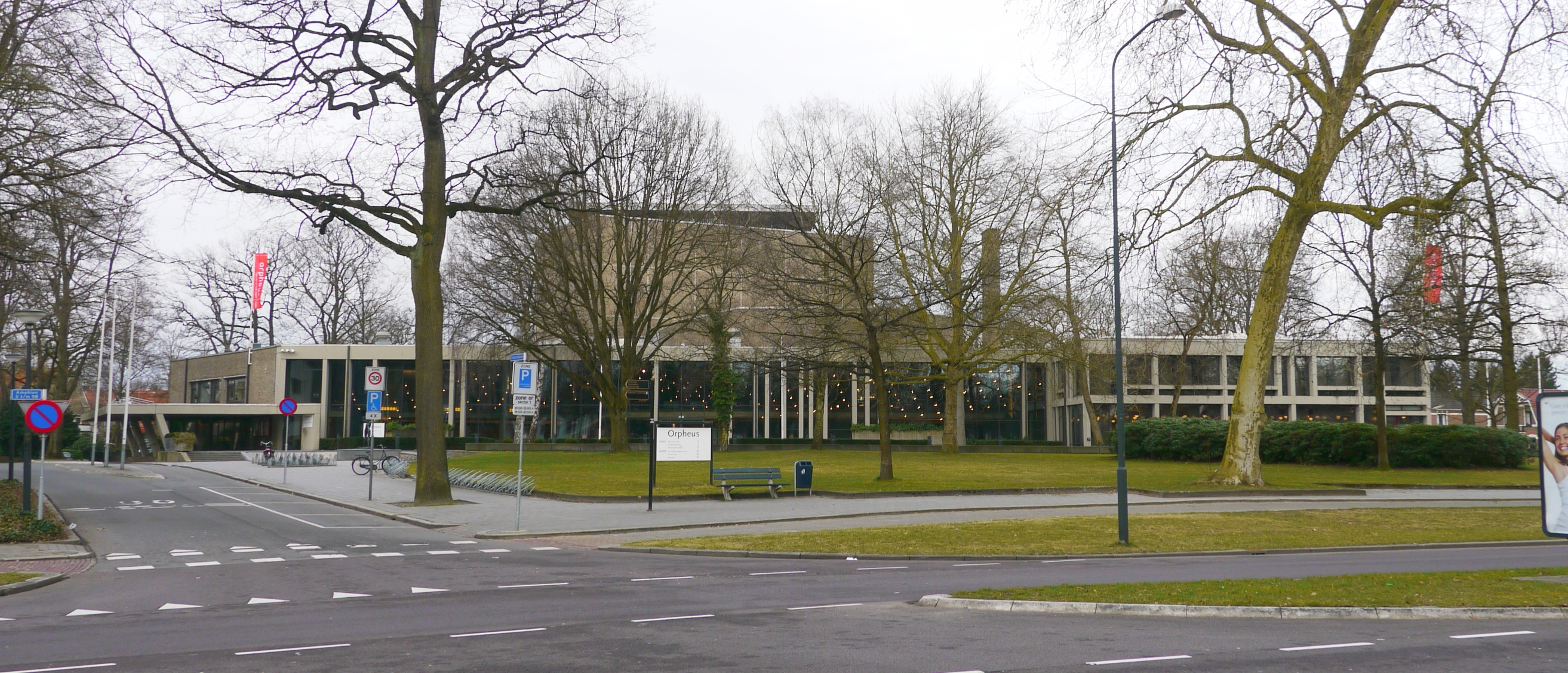
Schouwburg Orpheus
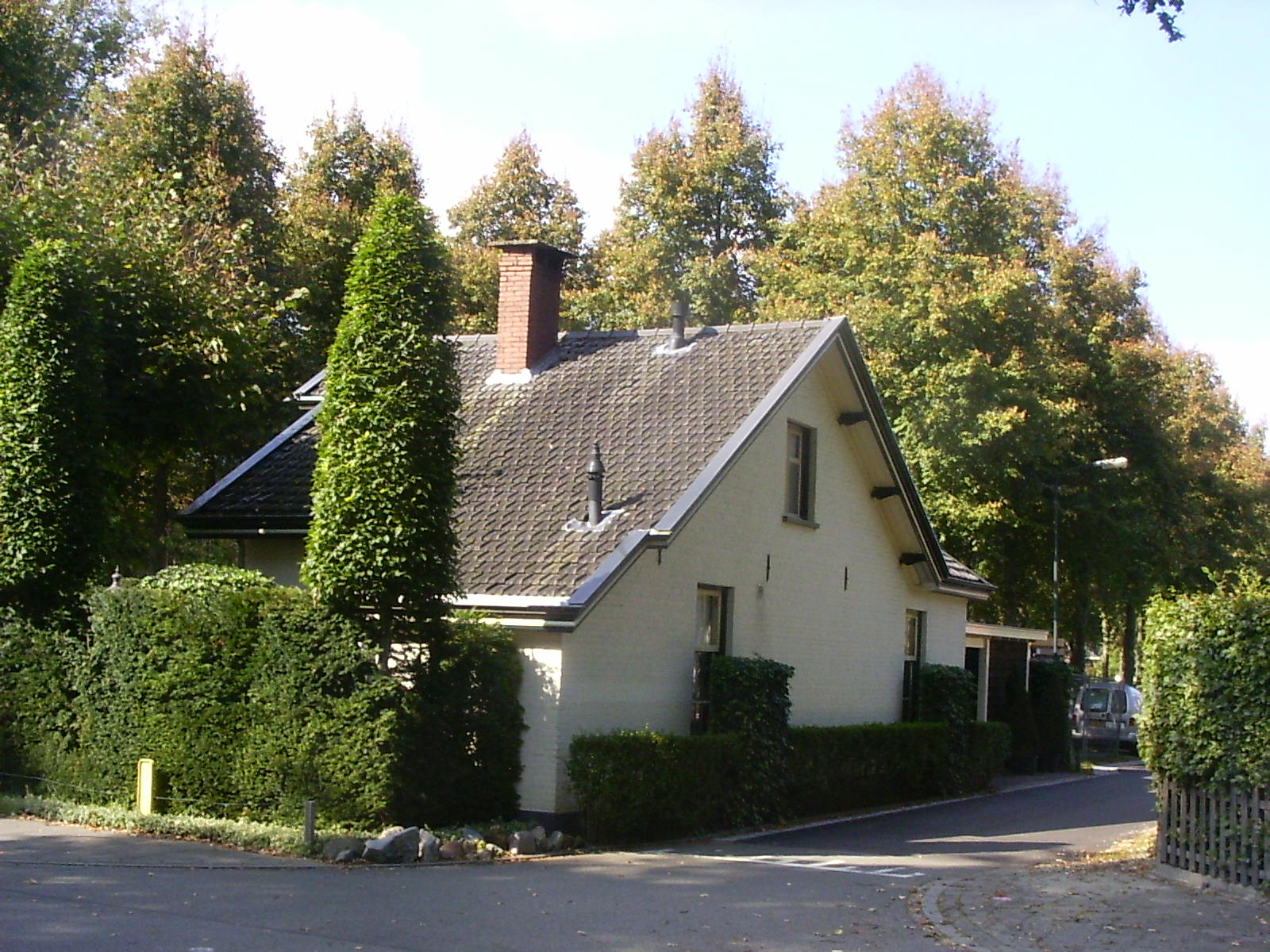
Spoorweghuisje
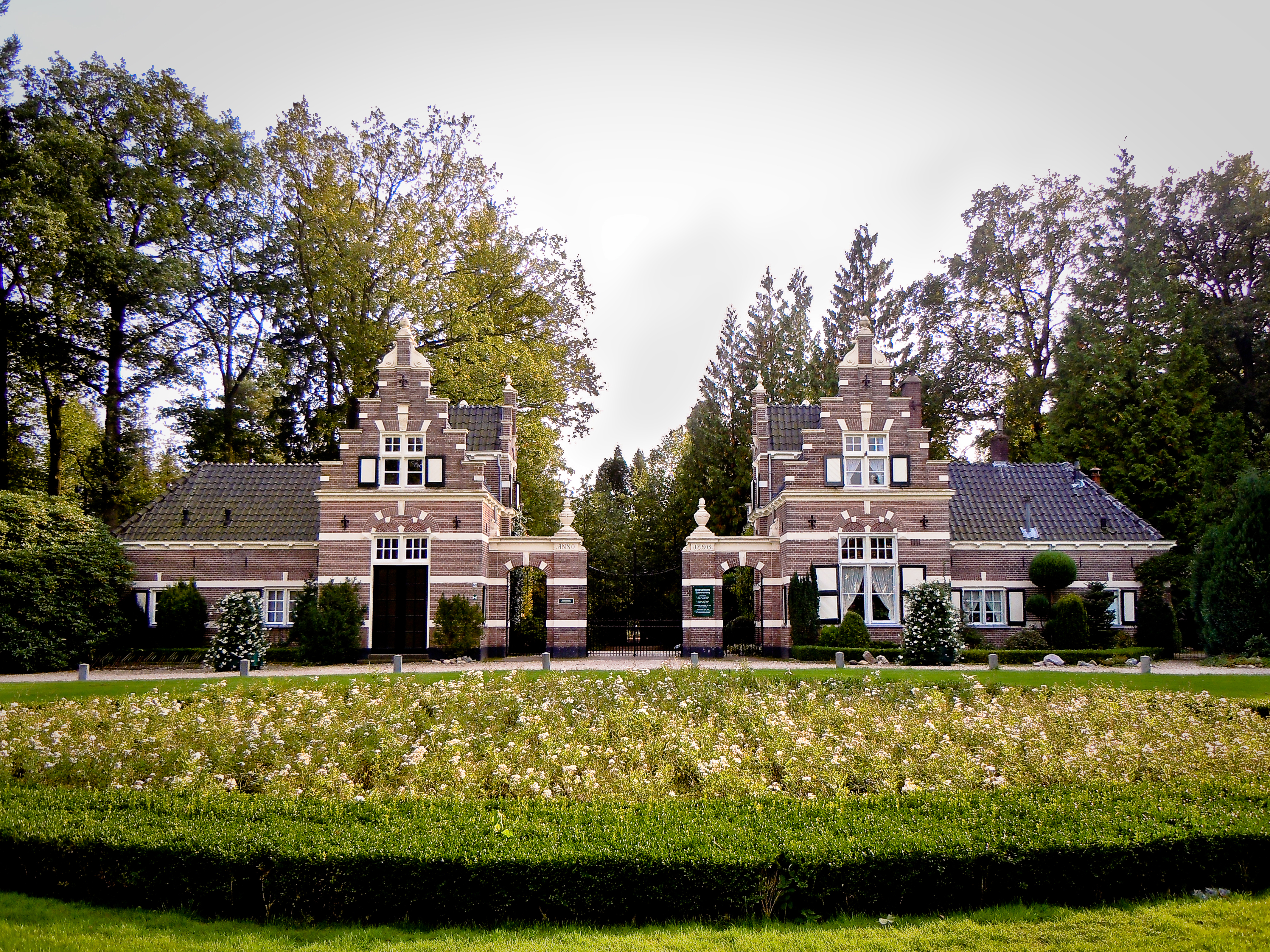
Begraafplaats, poortgebouw
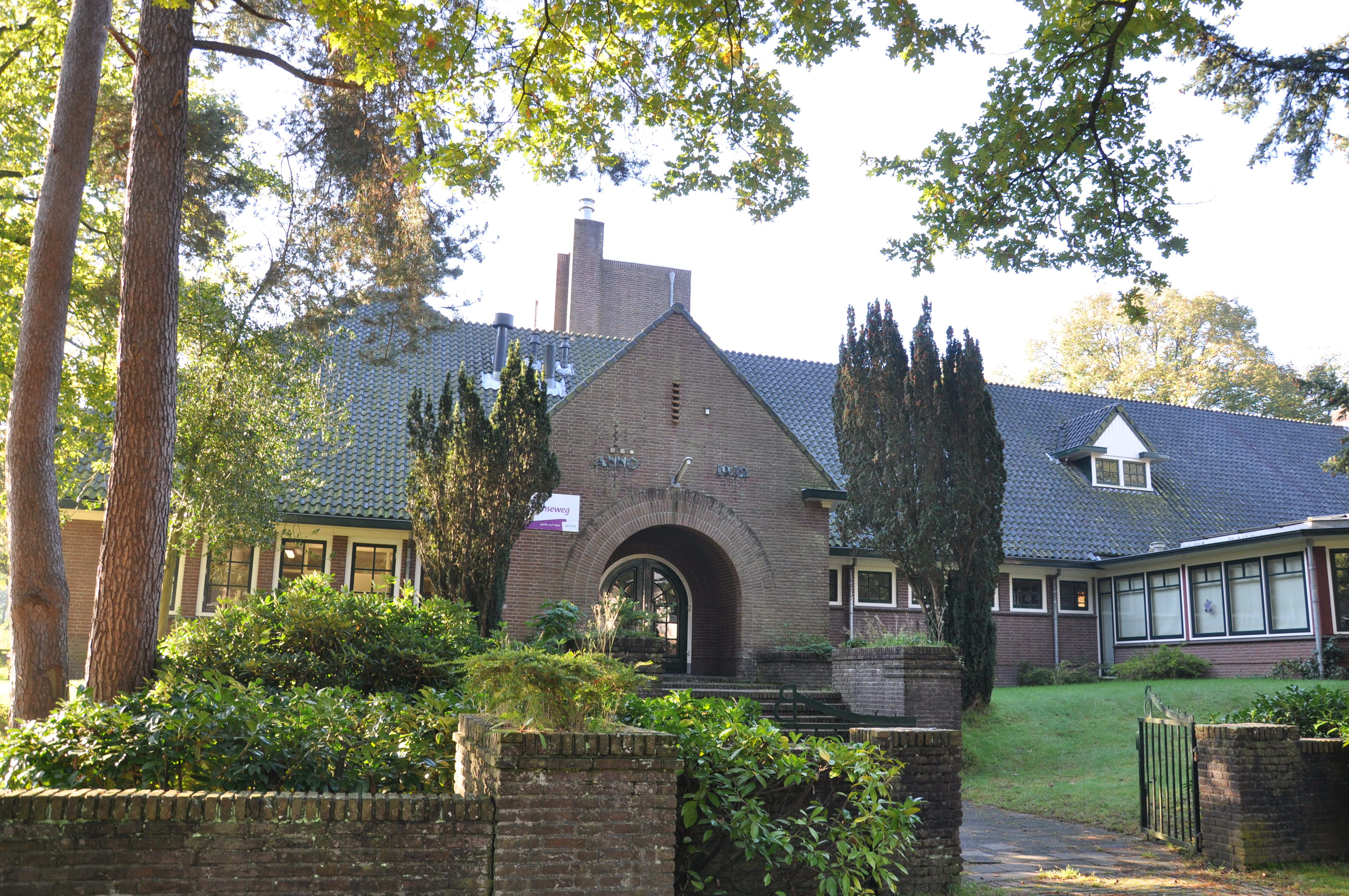
Berg en Bosch, school
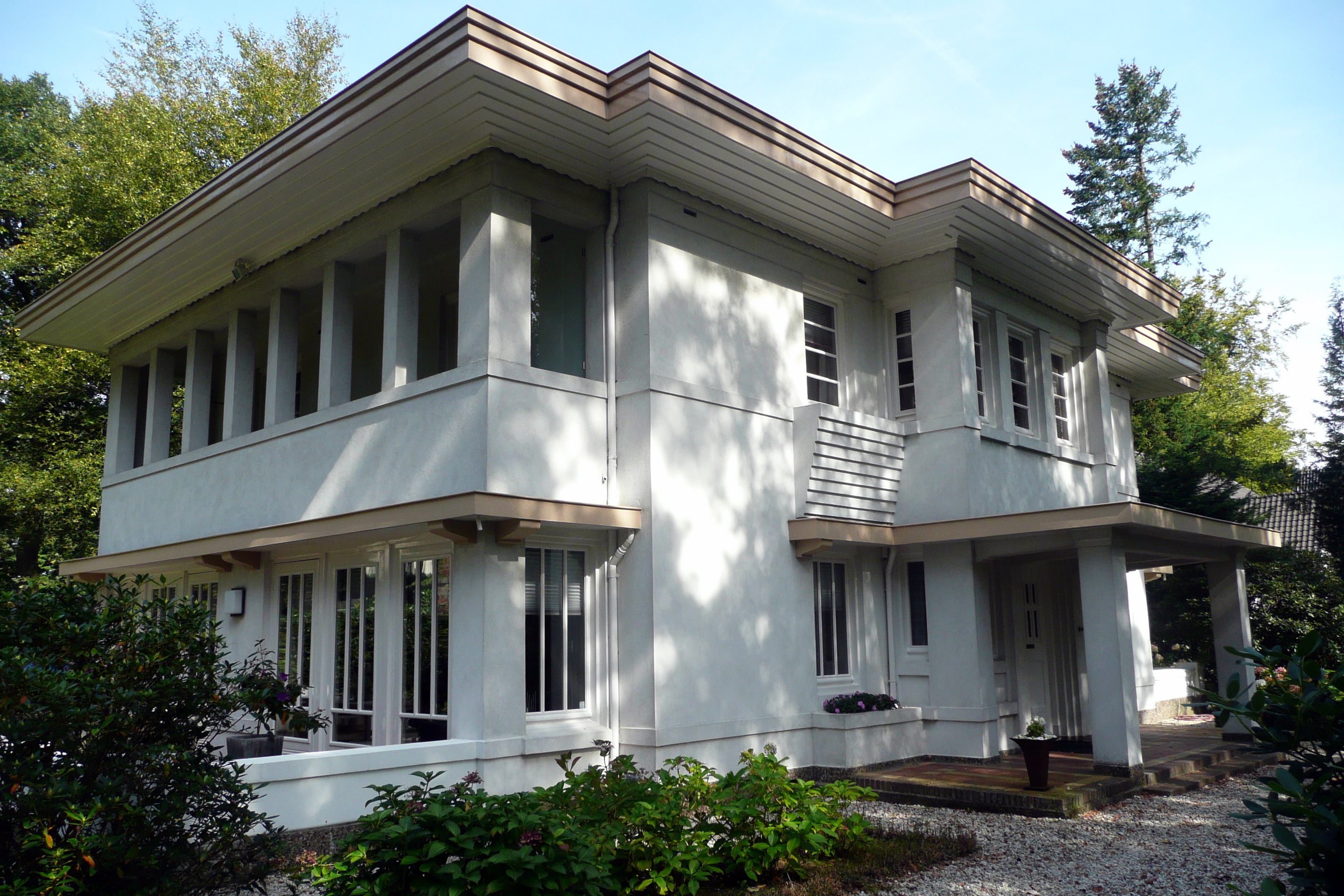
De Essenhoeck, villa
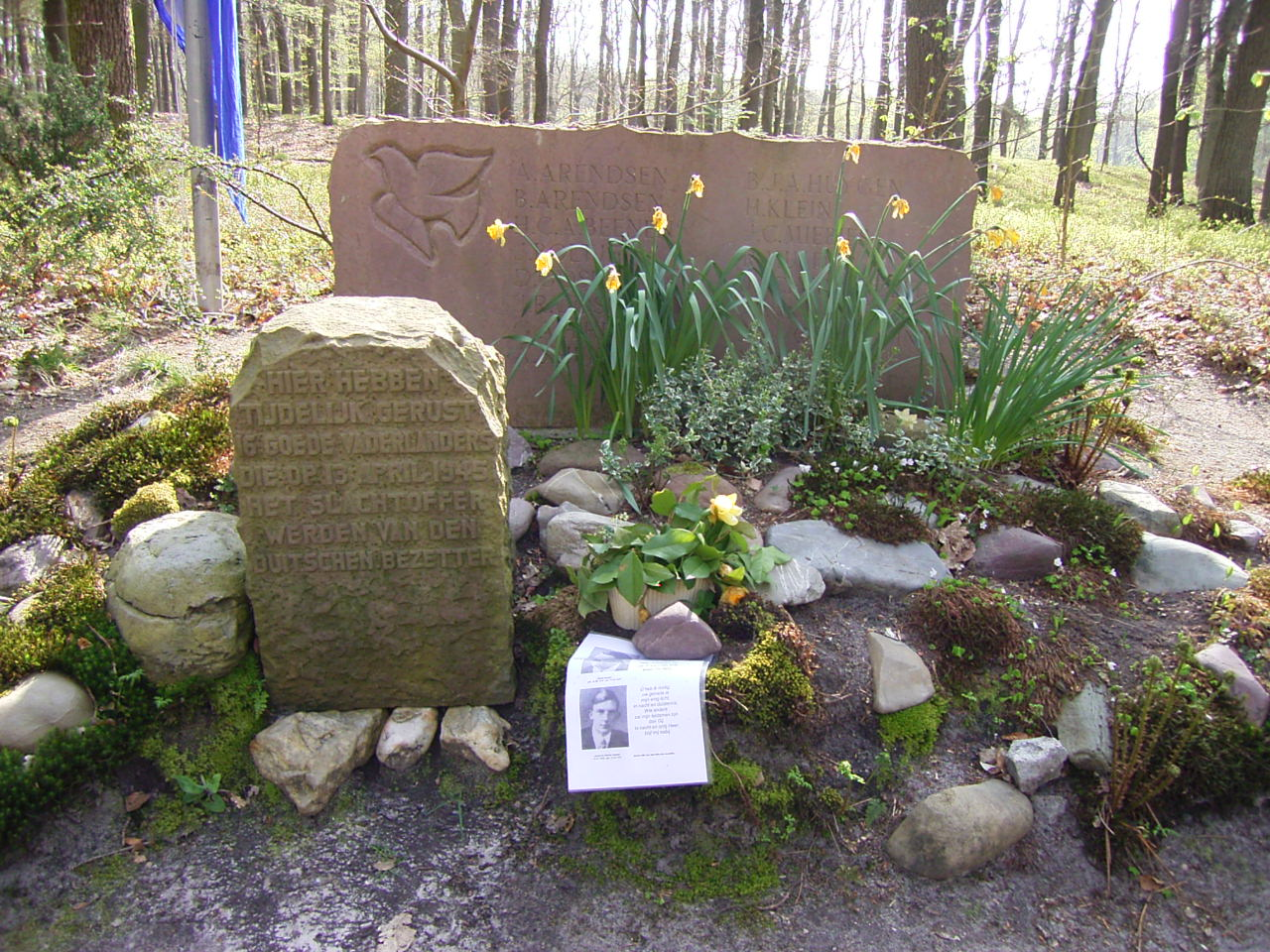
Kruisjesdal, gedenkplaats
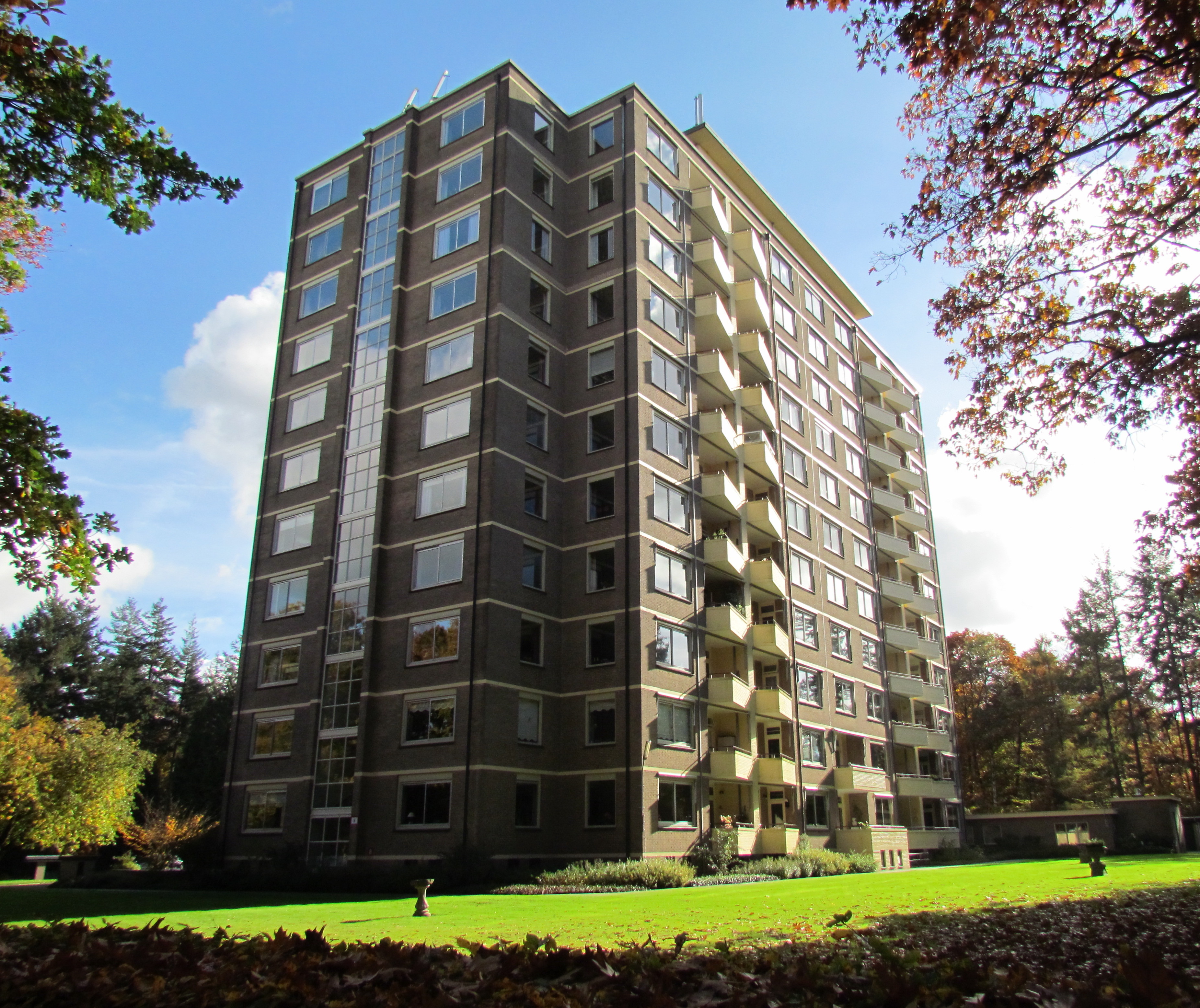
Parkflat Arendsburght